# 限行區 (意大利)

限行區標識

限行區（英語：Limited traffic zone, 義大利語：Zona a Traffico Limitato, ZTL)，又稱交通限行區。意大利和一些其他歐洲城市將部分古城區一定範圍在一定時間内限制私家车通行（義大利通常是8：00 - 20：00，周一至周六），以缓解交通拥堵，保護歷史文物。

## 通行方法
距ZTL区域150米的地方会出现ZTL标志提醒，提示前方即将进入ZTL。
- 可办理通行证，或烟草行Tabacchi购买，将通行证的标识码和车牌用手机短信发送给车管局，每张通行证约5欧元，时效为一天。
- 在标有“ZTL Parking”的停车场停车，这种停车场会在车辆进入时，自动或人工取消进入记录。需要在进入ZTL的20分钟内停车。
- 如果酒店位于ZTL内需告知酒店前台帮助缴费[3]。

## 爭議
在意大利，每个城市均可自由决定限行政策，没有一个统一的网站可以查到所有城市的限行范围和限行时间，也没有在谷歌地图等地图软件上显示。许多游客因进入限行区而被罚款。这些罚单往往在他们在意大利逗留几个月后才邮寄到他们手中，有时甚至超过一年。许多游客不知道ZTL的规定，有些人曲解了入口处的标志。此外，罚款的价值很高（大约100欧元），而且同一违法行为的罚款是双倍的（进入ZTL一次，离开时又一次）。